# Resolució 1079 del Consell de Seguretat de les Nacions Unides
La Resolució 1079 del Consell de Seguretat de les Nacions Unides fou adoptada per unanimitat el 15 de novembre de 1996. Després de recordar les resolucions anteriors sobre Croàcia incloses les 1023 (1995), 1025 (1995), 1037 (1996), 1043 (1996) i 1069 (1996), el Consell va prorrogar el mandat de l'Autoritat Provisional de les Nacions Unides a Eslavònia Oriental, Baranja i Sírmia Occidental (UNTAES) fins al 15 de juliol de 1997.
El Consell de Seguretat va acollir amb beneplàcit els progressos realitzats per la UNTAES per facilitar el retorn dels territoris a Croàcia. L'Acord bàsic entre Croàcia i els serbis de Croàcia sol·licitava una administració temporal de les Nacions Unides durant 12 mesos i que es podria estendre per un altre any a petició d'una de les parts, que els serbis locals van demanar. El secretari general Boutros Boutros-Ghali havia demanat que la UNTAES es prorrogués per sis mesos.
Croàcia i la comunitat sèrbia local van ser convocades per treballar amb la UNTAES per crear circumstàncies en què es podrien celebrar eleccions locals. Ambdós també havien de complir l'Acord Bàsic i respectar els drets de tots els grups ètnics. Havia de respectar-se el dret dels refugiats a tornar a casa mentre les dues parts eren responsables del funcionament eficaç de la policia.
Finalment es va demanar al Secretari General que informés sobre les novetats abans del 15 de febrer i l'1 de juliol de 1997, i que presentés recomanacions relatives a la reestructuració de la UNTAES i la presència de les Nacions Unides a Croàcia.